# Wrack My Brain
Wrack My Brain è una canzone di Ringo Starr, scritta e prodotta da George Harrison. Nel 1981 è stata pubblicata come singolo, e successivamente sull'album Stop and Smell the Roses.

## La canzone
Ringo Starr ha affermato che l'ispirazione del brano è venuta dalla mania di vedere la televisione del batterista; ha inoltre detto che era un brano che Harrison non avrebbe mai pubblicato in un suo album solista. Il videoclip del brano mostra Ringo in una caverna con alcuni mostri; anche Barbara Bach appare nel video, vestita con una camicia di forza. È stata pubblicata sulle raccolte Starr Struck: Best of Ringo Starr, Vol.2 e Photograph: The Very Best of Ringo.

## Pubblicazione
| Lato A                    | Lato B                 | Stato       | Codice di serie | Etichetta            | Pubblicazione                               | Classifica                 |
| ------------------------- | ---------------------- | ----------- | --------------- | -------------------- | ------------------------------------------- | -------------------------- |
| Wrack My Brain            | Wrack My Brain         | USA         | NB7-11-130 DJ   | Boardwalk            | Disco promozionale, 27 ottobre 1981         | -                          |
| Wrack My Brain            | Drumming Is My Madness | USA         | NB7-11-130      | Boardwalk            | 27 ottobre 1981                             | #38                        |
| Wrack My Brain            | Private Property       | USA         | S7-18179        | Right Stuff          | 1994                                        | -                          |
| Wrack My Brain            | Drumming Is My Madness | Germania    | 100.07.175      | Bellaphon, Boardwalk | novembre 1981                               | -                          |
| Wrack My Brain            | Drumming Is My Madness | Spagna      | RCA – XB-1253   | RCA                  | 1981                                        | -                          |
| Wrack My Brain            | Drumming Is My Madness | Francia     | 101575          | Boardwalk            | novembre 1981                               | -                          |
| Capriccio (Adriana Russo) | Wrack My Brain         | Italia      | Ld A 8128       | Durium               | Disco destinato solamente ai jukeboxs, 1981 | Non destinato alla vendita |
| Wrack My Brain            | Drumming Is My Madness | Regno Unito | RCA 166         | RCA                  | 13 novembre 1981                            | -                          |
| Wrack My Brain            | Drumming Is My Madness | Brasile     | 101.4120        | RCA                  | 1982                                        | -                          |
| Wrack My Brain            | Drumming Is My Madness | Sudafrica   | TRS 368         | Boardwalk            | 1982                                        | -                          |
| Wrack My Brain            | Drumming Is My Madness | Zimbabwe    | TRS 368         | Boardwalk            | 1982                                        | -                          |
| Wrack My Brain            | Drumming Is My Madness | Svizzera    | 100 07 175      | Boardwalk            | novembre 1981                               | #10                        |
| Wrack My Brain            | Drumming Is My Madness | Belgio      | 100 07 175      | Boardwalk            | 1981                                        | #32                        |

## Formazione
- Ringo Starr: voce, batteria
- George Harrison: cori, chitarra solista, chitarra acustica
- Al Kooper: pianoforte, chitarra elettrica
- Ray Cooper: cori, vocoder, pianoforte, percussioni
- Herbie Flowers: basso elettrico, tuba[1]